# Autriche au Concours Eurovision de la chanson 2020
L'Autriche était l'un des quarante et un pays participants prévus du Concours Eurovision de la chanson 2020, qui aurait dû se dérouler à Rotterdam aux Pays-Bas. Le pays aurait été représenté par le chanteur Vincent Bueno et sa chanson Alive, sélectionnés  en interne par le diffuseur ORF. L'édition est finalement annulée en raison de la pandémie de Covid-19.

## Sélection
Le diffuseur autrichien ORF a annoncé sa participation à l'Eurovision 2020 le 13 septembre 2019. C'est le 12 décembre 2019 que le diffuseur annonce que son représentant, sélectionné en interne, sera Vincent Bueno. Sa chanson s'intitule Alive et est présentée le 5 mars 2020.

## À l'Eurovision
L'Autriche aurait participé à la deuxième demi-finale, le 14 mai puis, en cas de qualification, à la finale du 16 mai 2020.
Le 18 mars 2020, l'annulation du Concours en raison de la pandémie de Covid-19 est annoncée.